# 강부자
강부자(1941년 2월 8일 ~ )는 대한민국의 배우, 전 국회의원이다.
1977년, 1981년 최불암과 함께 가장 인기 있는 탤런트로 선정되었다. 1980년 탤런트 중 가장 많은 출연료(1,900만 원)을 받은 연기자였다. 1984년 KBS 탤런트 중 가장 많은 출연료(5,674만 원)를 받은 연기자였다. 또한 강부자는 제14대 국회의원까지 지내며 부와 명예 그리고 권력까지 누렸다.
출신학교인 강경고등학교에는 강부자 기념비가 설치되어 있다. 강부자는 여러 차례 강경고등학교에 장학금 지원 및 학교 방문을 해왔으며, 강경고등학교에서 서울대학교에 진학하는 후배에게 학비를 지원하겠다는 약속을 했다.

## 생애
충청남도 논산에서 출생했다. 1962년 KBS 공채 2기 탤런트로 데뷔하였다. 2년 뒤인 1964년에 TBC 동양방송 공채 1기 탤런트로 다시 옮겨 1980년 언론통폐합으로 TBC가 KBS에 통폐합될 때까지 약 16년 여를 TBC 전속 연기자로 활동했다. 1967년 배우 이묵원과 결혼하였다.
1992년 제14대 국회의원 선거를 앞두고 통일국민당의 전국구 국회의원 후보로 선출되었다. 본 선거 당시에는 순번이 오지 않아서 낙선했지만 정주영 의원이 대선 출마를 위해 의원직을 사퇴하자 의원직을 승계하게 되면서 제14대 국회의원으로 당선되었다.

## 학력
- 강경중앙국민학교 (졸업)
- 강경여자중학교 (졸업)
- 강경여자고등학교 (졸업)
- 충남대학교 국어국문학과 (중퇴)

## 경력
- 1971년 한국방송연기자협회 부회장
- 1993년 6월 ~ 1995년 8월 제14대 국회의원(당속: 통일국민당 → 신민당 → 자유민주연합)
- 1993년 통일국민당 상임위원
- 1994년 국회 여성특별위원회 위원
- 1994년 신민당 촉탁위원
- 1995년 자유민주연합 문화예술행정특임위원
- 1995년 자유민주연합 문화예술행정특임위원 직위 퇴임
- 2000년 웰컴투코리아 이사장
- 2002년 안면도국제꽃박람회 조직위원회 홍보위원
- 2009년 법무부 홍보대사

## 연기 활동

### 드라마, 시트콤
- 1962년 KBS TV 주간드라마 《구두창과 트위스트》 ... 중매쟁이 역 (데뷔작)
- 1964년 TBC 주간연속극 《로맨스 가족》
- 1965년 TBC 대하드라마 《한양낭군》
- 1965년 TBC 대하드라마 《정경부인》
- 1966년 TBC 주간연속극 《후취댁》
- 1966년 TBC 일요드라마 《내 멋에 산다》
- 1966년 TBC 주간연속극 《오늘은 왕》
- 1967년 TBC 주간연속극 《치맛바람》
- 1969년 TBC 일요드라마 《혼인줄이 막혔나봐》
- 1969년 TBC 월요드라마 《다모기담》 ... 팽순덕 역
- 1970년 TBC 주간연속극 《고독한 길》
- 1970년 TBC 대하드라마 《옥녀》
- 1970년 TBC 주간드라마 《아줌마》
- 1970년 TBC 반공드라마 《아오지》
- 1970년 TBC 화요드라마 《두 남자》
- 1970년 TBC 금요드라마 《비둘기 가족》
- 1970년 TBC 일요드라마 《언니》
- 1970년 TBC 일요드라마 《꿈은 좋았는데》 ... 심 부인 역
- 1971년 TBC 일일연속극 《알뜰부인 덜렁부인》 ... 알뜰부인 역
- 1971년 TBC 주간연속극 《그런 부인을 두고》
- 1971년 TBC 화요드라마 《너는 약자》
- 1971년 TBC 주간연속극 《양반전》
- 1972년 TBC 주간연속극 《상록수》
- 1972년 TBC 주간연속극 《외아들》
- 1972년 TBC 매일연속극 《비밀》
- 1972년 TBC 금요드라마 《벙어리 삼룡이》
- 1973년 TBC 주간드라마 《여보정선달》
- 1973년 TBC 대하드라마 《연화》 ... 민태호의 부인 역
- 1974년 TBC 대하드라마 《인목대비》
- 1974년 TBC 대하드라마 《윤지경》
- 1975년 TBC 수요드라마 《두 남편》
- 1975년 TBC 주간드라마 《형사》
- 1975년 TBC 수요드라마 《두 남매》
- 1976년 TBC 대하드라마 《별당아씨》
- 1976년 TBC 주말연속극 《결혼행진곡》
- 1977년 KBS TV 일일연속극 《행복의 문》
- 1977년 TBC 주말연속극 《청실홍실》
- 1978년 TBC 주간연속극 《칸나의 뜰》
- 1978년 TBC 주간연속극 《언약》
- 1978년 TBC 납량기획드라마 《천년호》
- 1978년 TBC 개국특집극 《어머니의 강》
- 1979년 TBC 매일연속극 《야 곰례야》
- 1979년 TBC 개국특집극 《대춘향전》
- 1979년 TBC 주간드라마 《부부》 〈조건없는 사랑〉 ... 박인숙 역
- 1980년 TBC 주간연속극 《의녀 미사》
- 1980년 TBC 6.25특집극 《노을》
- 1980년 TBC 주말연속극 《촛불》
- 1980년 10월 1일 ~ 1980년 11월 30일 TBC 매일연속극 《달동네》
- 1980년 12월 1일 ~ 1981년 9월 5일 KBS 1TV 일일연속극 《달동네》 (언론통폐합으로 KBS에 인수합병 이후에, 방송됨)
- 1981년 KBS 2TV 대하드라마 《매천야록》
- 1981년 KBS 1TV 석가탄신일드라마 《황룡사》
- 1981년 KBS 1TV 일일연속극 《약속의 땅》
- 1982년 KBS 2TV 주말연속극 《북청 물장수》
- 1983년 KBS 1TV 일일연속극 《산유화》 ... 월조 역
- 1983년 KBS 2TV 수목드라마 《백조부인》 ... 서진숙 역
- 1984년 KBS 1TV 일요아침드라마 《딸이 더 좋아》
- 1984년 KBS 2TV 주간드라마 《TV 춘향전》 ... 향단 역
- 1985년 KBS 1TV 일일연속극 《고향》
- 1986년 KBS 2TV 목요홈드라마 《그러게 말야》 ... 송 노인의 처 역
- 1987년 KBS 2TV 일일연속사극 《사모곡》
- 1987년 KBS 2TV 주말연속극 《타인》 ... 김 여사 역
- 1988년 MBC 미니시리즈 《모래성》 ... 장영주 역
- 1988년 MBC 특별기획드라마 《조선왕조 오백년 한중록》 ... 인원왕후 역
- 1989년 KBS 미니시리즈 《절반의 실패》 ... 시어머니 역
- 1989년 MBC 미니시리즈 《상처》
- 1990년 KBS 신년특집극 《구리반지》
- 1990년 MBC 주말연속극 《배반의 장미》 ... 이은수 역
- 1990년 KBS 주말연속극 《야망의 세월》 ... 형섭의 모, 안씨 역
- 1990년 MBC 목요드라마 《나의 어머니》
- 1991년 MBC 주말연속극 《사랑이 뭐길래》 ... 안양 이모, 성숙 역
- 1992년 KBS 2TV 일일연속극 《가시나무꽃》
- 1992년 SBS 드라마스페셜 《궁합이 맞습니다》 ... 안응석 모 역
- 1993년 SBS 미니시리즈 《우리들 뜨거운 노래》 ... 박 여사 역
- 1993년 KBS 6.25특집극 《떠도는 혼》
- 1994년 KBS 2TV 주말연속극 《남자는 외로워》 ... 장순자 역
- 1995년 KBS 2TV 주말연속극 《목욕탕집 남자들》 ... 이기자 역
- 1996년 KBS 2TV 아침드라마 《유혹》
- 1997년 KBS 2TV 납량기획드라마 《전설의 고향》〈사신의 미소〉 ... 유모 역
- 1997년 KBS 1TV 일일연속극 《정 때문에》 ... 이옥봉 역
- 1999년 MBC 주말연속극 《예스터데이》
- 1997년 KBS 2TV 미니시리즈 《욕망의 바다》 ... 조 여사 역
- 1998년 SBS-TV주말극장 《사랑해 사랑해》
- 1998년 KBS 1TV 일일연속극 《내사랑 내곁에》 ... 도옥선 역
- 1998년 KBS 2TV 미니시리즈 《짝사랑》
- 1998년 SBS - TV 일일드라마 《미우나 고우나》
- 1999년 KBS 2TV 주말연속극 《유정》 ... 박옥남 역
- 1999년 SBS TV 일요아침드라마 《달콤한 신부》 ... 천정순 역
- 1999년 SBS 창사특집극 《아들아 너는 아느냐》 ... 고복순 역
- 2000년 SBS 드라마스페셜 《불꽃》 ... 노 여사 역
- 2000년 SBS 드라마스페셜 《줄리엣의 남자》 ... 백부자 역
- 2001년 KBS 2TV 일일시트콤 《쌍둥이네》
- 2001년 KBS 1TV 일일연속극 《사랑은 이런거야》 ... 나음전 역
- 2001년 SBS 일일드라마 《이 부부가 사는 법》 ... 심옥주 역
- 2002년 KBS 2TV 특별기획드라마 《장희빈》 ... 장렬왕후 역
- 2003년 KBS 2TV 설날특집극 《달중씨의 신데렐라》 ... 복희 역
- 2003년 MBC 월화미니시리즈 《옥탑방 고양이》 ... 이경희 역
- 2003년 KBS 1TV 일일연속극 《노란 손수건》 ... 외할머니 역
- 2003년 SBS 특별기획 《완전한 사랑》 ... 박 회장의 아내 장혜자 역
- 2003년 SBS 주말극장 《흐르는 강물처럼》 ... 영욱 할머니 역
- 2003년 SBS 아침드라마 《이브의 화원》 ... 송씨 역
- 2004년 KBS 1TV 일일연속극 《금쪽같은 내 새끼》 ... 이점순 역
- 2004년 SBS 아침연속극 《선택》 ... 박옥란 역
- 2005년 KBS 2TV 주말연속극 《슬픔이여 안녕》 ... 황금실 역 윤진희, 박일호의 할머니
- 2005년 MBC 수목미니시리즈 《이별에 대처하는 우리의 자세》 ... 옥금주 역
- 2005년 SBS 2부작드라마 《하노이 신부》 ... 은우/석우 모 역
- 2006년 SBS 금요드라마 《나도야 간다》 ... 박씨 역
- 2007년 SBS 금요드라마 《소금인형》 ... 연우 모, 이씨 역
- 2007년 KBS 2TV 월화미니시리즈 《꽃피는 봄이 오면》 ... 고향식당 할매 역
- 2007년 KBS 2TV 주말연속극 《행복한 여자》 ... 손영순 역
- 2007년 MBC 수목미니시리즈 《고맙습니다》 ... 강국자 역
- 2008년 KBS 2TV 주말연속극 《엄마가 뿔났다》 ... 나이석 역
- 2008년 MBC 일일연속극 《사랑해, 울지마》 ... 임영순 역
- 2009년 MBC 주말연속극 《잘했군 잘했어》 ... 수희 모, 윤옥례 역
- 2009년 tvN 토요시트콤 《세 남자》 ... 웅인 모 역
- 2011년 MBC 일일연속극 《불굴의 며느리》 ... 최막녀 역
- 2012년 KBS 2TV 주말연속극 《넝쿨째 굴러온 당신》 ... 전막례 역
- 2013년 SBS 특별기획 《세 번 결혼하는 여자》 ... 손보살 역
- 2014년 MBC 수목미니시리즈 《내 생애 봄날》 ... 나현순 역
- 2015년 SBS 특별기획 《애인 있어요》 ... 남초록 역
- 2016년 SBSTV 주말드라마 《그래, 그런거야》 ... 김숙자 역
- 2018년 MBCTV특별기획 주말드라마 《신과의 약속》 ... 이필남 역
- 2019년 JTBC 금토드라마 《초콜릿》 ... 한용설 역
- 2023년 KBS 2TV 주말드라마 《진짜가 나타났다!》 ... 은금실 역

### 영화
- 1966년 《만져만 봅시다》
- 1967년 《공주님의 짝사랑》
- 1967년 《일지매 삼검객》
- 1967년 《위험은 가득히》
- 1969년 《겨울 부인》
- 1969년 《남편》
- 1969년 《원님댁》
- 1970년 《구혼 작전》
- 1971년 《월남에서 돌아온 김상사》 ... 말숙 역
- 1979년 《우리는 밤차를 탔읍니다》
- 1983년 《아내》
- 1992년 《사랑과 눈물》
- 2003년 《오구》 ... 황씨 할매 역
- 2005년 《초승달과 밤배》 ... 할머니 역

### 공연
- 1964년 《청기와집》
- 1966년 《산불》
- 1966년 《살짜기 옵서예》
- 1989년~2008년 《오구》
- 1993년 《나의 가장 나종 지니인 것》
- 2007년 《국밥 COOK_POP》
- 2009년 ~ 《친정엄마와 2박3일》 ... 최여사(엄마) 역

## 방송
- 1978년~1992년 KBS 제2라디오 《안녕하세요 황인용 강부자입니다》 DJ
- 1983년 KBS1 《이산가족을 찾습니다》 MC
- 1992년 BBS 라디오 《강부자의 아침저널》 DJ
- 1993년 KBS 제1라디오 《환경일기》 DJ
- 1993년 BBS 《피안을 향하여》 MC
- 1996년 KBS1 《TV는 사랑을 싣고》 게스트
- 1997년 SBS 라디오 《안녕하세요 강부자 송승환입니다》 DJ
- 2005년 KBS 2TV 《해피투게더 시즌 2》 게스트 김창숙, 김빈우, 일일연속극 금쪽같은 내새끼 출연자들과, 유재석, 김제동과 함께 출연 (2005년 2월 3일)
- 2011년 MBC 《공감토크쇼 놀러와》 343회
- 2011년 KBS2 《다큐멘터리 3일》 220회 : 웃당뫼의 가을걷이 - 전남 진도군 소포마을 - 내레이션
- 2011년 MBC 《고향을 부탁해》 내레이션
- 2013년 JTBC 《패티김 쇼》 13회
- 2014년 KBS2 《불후의 명곡 - 전설을 노래하다》 143회
- 2014년 SBS 《힐링캠프 기쁘지 아니한가》 139회 3~5부
- 2014년 KBS2 《불후의 명곡 - 전설을 노래하다》 179회
- 2015년 MBN 《울엄마》 MC
- 2017년 KBS1 《KBS 스페셜》 859회 : <석가탄신일 기획> 돌고 돌아 봄 - 불영사에서 나누다 - 내레이션
- 2019년 MBC 《마이 리틀 텔레비전 V2》
- 2020년 MBC every1 《비디오스타》
- 2021년 MBC 《생방송 행복드림 로또 6/45》- 게스트 962회
- 2022년 KBS1 《다! 어린이》
- 2023년 KBS1 《동네 한 바퀴》 - 내레이션
- 2023년 TV CHOSUN 《식객 허영만의 백반기행》- 게스트 (211회)
- 2024년 SBS 《미운우리새끼》- 영상출연 378회 (이상민 편)
- 2024년 KBS1 《다큐On》 240회 : 룸비니 평화의 종을 울리다 - 내레이션
- 2024년 TV CHOSUN 《송승환의 초대》- 게스트 (2회), 김창숙과 동반출연
- 2024년 TV CHOSUN 《아빠하고 나하고》- VCR 출연 (백일섭 편)

## CF
- 마마전기 (1977년 ~ 1982년)
- 사조오양 오양맛살 (1983년)
- 해태htb 써니텐 (1985년)
- 농심 (1985년 ~ 1993년, 2011년)[8]
- SK바이오팜 트라스트 (1996년 ~ 1997년)
- 롯데칠성음료 콜드쥬스 (1997년)
- GS칼텍스 LG정유 보너스카드 (1998년)
- 제일헬스사이언스 케펜텍 (1999년)
- 차티스 (2008년)
- 리치리치:부자되는법 (2019년)

## 수상 경력
- 1970년 한국연극영화예술상 - 연극 부문 애독자 인기상
- 1971년 TBC 연기대상 - 여자 조연상
- 1973년 활란방송문화상 - 연기상
- 1977년 한국연극영화예술상 - TV 부문 여자 최우수 연기상
- 1979년 TBC 연기대상 - 대상
- 1996년 KBS 연기대상 - 대상
- 1997년 한국방송대상 - 탤런트상
- 1999년 KBS 연기대상 - 공로상
- 2009년 골든티켓어워즈 - 연극 부문 여우 주연상
- 2011년 골든티켓어워즈 - 연극 부문 여자 배우상
- 2011년 MBC 드라마대상 - 공로상
- 2012년 골든티켓어워즈 - 연극 부문 여자 배우상
- 2014년 골든티켓어워즈 - 연극 부문 여자 배우상
- 2018년 MBC 연기대상 - 여자 황금 연기상
- 2024년 대한민국 대중문화예술상 - 은관문화훈장

## 역대 선거 결과
| 실시년도 | 선거  | 대수 | 직책     | 선거구 | 정당       | 득표수       | 득표율         | 순위       | 당락 | 비고       |
| -------- | ----- | ---- | -------- | ------ | ---------- | ------------ | -------------- | ---------- | ---- | ---------- |
| 1992년   | 총선  | 14대 | 국회의원 | 전국구 | 통일국민당 | 3,574,419 표 | \| \| 17.4% \| | 전국구 8번 |      | 초선, 승계 |
|          | 17.4% |      |          |        |            |              |                |            |      |            |

## 소속 정당
| 소속 정당 | 소속 정당    | 소속 기간 | 비고           |
| --------- | ------------ | --------- | -------------- |
|           | 통일국민당   | 1992~1994 | 정계 입문      |
|           | 신민당       | 1994~1995 | 합당           |
|           | 자유민주연합 | 1995~1996 | 합당           |
|           | 무소속       | 1996~2002 | 탈당 정계 은퇴 |
|           | 국민통합21   | 2002~2004 | 창당           |
|           | 무소속       | 2004~현재 | 정당 해산      |

## 같이 보기
- 대한민국 제14대 국회의원 선거 통일국민당 후보 목록#전국구

## 가족
- 부모 강찬(부)
- 배우자 이묵원
- 형제자매 7남매 중 다섯째, 동생 강가난
- 자녀 아들 이헌주, 딸 이승하